# ナキツギオヤモリ
ナキツギオヤモリ（学名：Underwoodisaurus milii）はカワリオヤモリ科に分類されるトカゲの一種。

## 分布
オーストラリア南岸に沿って、東西に広く分布する。比較的北方のピルバラ地域からも個体群が発見されているが、これは別種のUnderwoodisaurus seorsus DOUGHTY & OLIVER, 2011 として分割されている。

## 形態
最大で全長15cm前後。趾下薄板はなく壁面を登るようなことはできない。
体色は変異に富み、背面は橙から黒で、黄から白の無数の斑点が散らばる。この斑点は、頭部で2-3本、尾で4-6本の帯を形成する。腹面は白から薄いピンク。

## 生態
湿潤なヒース帯から、乾燥した硬葉樹林・灌木帯・岩石地帯に生息する。カワリオヤモリ科としてはかなり低温に強く、6月（冬）の夜間、気温9℃の環境で活動していた例がある。
夜行性。昼間は岩や倒木の下で休むが、爬虫類としては珍しく集団を作ることが知られている。これは本種が社会的動物であることを意味するものではなく、単に体温を維持するための行動だと考えられている。
外敵に襲われた場合などは尾を揺らしながら上げ音を出して威嚇する。